# 榎 (橘型駆逐艦)
榎（えのき）は日本海軍の駆逐艦。仮称4812号艦、橘型（改松型）駆逐艦として舞鶴海軍工廠で建造された。艦名は植物の榎による。艦名としては楢型駆逐艦の6番艦「榎」に続いて2代目。

## 艦歴
竣工後、訓練部隊の第十一水雷戦隊（高間完少将）に編入。4月8日に瀬戸内海西部に回航し訓練に従事する。やがて、第十一水雷戦隊は瀬戸内海への機雷投下を避けて日本海側に移動することとなる。5月27日に舞鶴に到着するも、舞鶴鎮守府から「空襲の際に刺激となる」との理由で、舞鶴以外の場所へ移動するよう要請を受ける。そこで、6月に入って小浜湾に移動することとなった。
6月26日昼過ぎ、小浜湾内の錨地に入泊した際に触雷する。小浜灯台の310度750メートル地点に曳航され、右に32度傾いた状態かつ艦尾を着底させ、艦橋の一部を水面に露出した状態で擱座した。生存者のうち負傷者は福井県立小浜中学校に収容された。「榎」はそのまま終戦を迎え、9月30日に駆逐艦籍から除籍された。
運輸省海運総局の資料によれば1948年（昭和23年）6月から7月1日に三菱七尾造船所で解体されたとされている。しかし実際には榎の船体はその後も解体される事なく小浜湾に残されたままとなっており、1951年（昭和26年）4月になって折からの朝鮮特需に乗ずる形で飯野産業（旧・舞鶴海軍工廠）サルベージ部門による浮揚作業が始められたとされる。同作業は8月10日頃まで行われ、その後榎は飯野産業舞鶴造船所で解体されたとみられる。

## 駆逐艦榎慰霊碑
1981年6月26日遺族や生存者らにより慰霊碑が、擱坐地点を見下ろす遊歩道脇に建立された。碑文は以下のとおり。

## 歴代艦長
※『艦長たちの軍艦史』371頁による。

### 艤装員長
1. 若松武次郎 大尉 1945年3月1日-

### 駆逐艦長
1. 若松武次郎 大尉 1945年3月31日-

## 榎を題材とした作品
- 演劇『海ゆかば水づくかばね―悲劇の駆逐艦「榎」―』1979年、劇の会「久須夜」（現・劇団久須夜）
- 漫画『榎がいた海　駆逐艦榎の最後』2019年、漫画・永月にに、企画・福井県立小浜中学校併設中学校卒業「榎会」 - 上記の演劇を原案とした作品。